# Melvin Baron
Melvin L. Baron (* 27. Februar 1927; † 5. April 1997) war ein US-amerikanischer Bauingenieur.

## Leben
Baron studierte am City College in New York und an der Columbia University bei Hans H. Bleich. Er wurde Mitarbeiter und dann Partner im Ingenieurbüro Weidlinger Associates und war außerdem Adjunct Professor an der Columbia University. Er blieb bei Weidlinger bis zu seinem Tod.
Er befasste sich mit Auswirkungen von Stoßwellen im Boden und unter Wasser und die Entwicklung dagegen resistenter Strukturen (Atombunker, Raketensilos, U-Boote, Schiffe). Er schrieb auch ein frühes Lehrbuch über Numerische Methoden für Bauingenieure. Er benutzte numerische Methoden um Effekte von Wellenfortpflanzung von Explosionen zu simulieren.
1977 erhielt er die Nathan M. Newmark Medal der ASCE und er erhielt deren Arthur M. Wellington Award. Er war Mitglied der National Academy of Engineering. 1983 erhielt er die Thomas Egleston Medal der Columbia University und er erhielt die Department of Defense Exceptional Public Service Medal und den Lifetime Achievement Award der Defense Nuclear Agency.

## Schriften
- mit Mario Salvadori: Numerical Methods in Engineering. Prentice Hall, 1952.